# 유스투스 뫼저

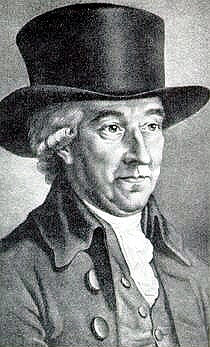

유스투스 뫼저(Justus Möser, 1720년 12월 14일 ~ 1794년 1월 8일)는 독일의 역사가이자 사회이론가이다. 사회문화적 주제를 강조했던 오스나브뤼크사로 잘 알려진 인물이다.
오스나브뤼크에서 태어났다. 예나 대학교와 괴팅겐 대학교에서 법학을 공부했다가 자신의 마을에서 변호사로 정착했다.
1768년에 《오스나브뤼크사》(2권), 1774년부터 1776년 사이《애국적 환상》을 썼다.